# Prosopocoilus inquinatus
Prosopocoilus inquinatus es una especie de coleóptero de la familia Lucanidae. Presenta las siguientes subespecies:
- Prosopocoilus inquinatus andamanus
- Prosopocoilus inquinatus inquinatus
- Prosopocoilus inquinatus nigripes

## Distribución geográfica
Habita en India.